# Moviment d'auto-enfortiment

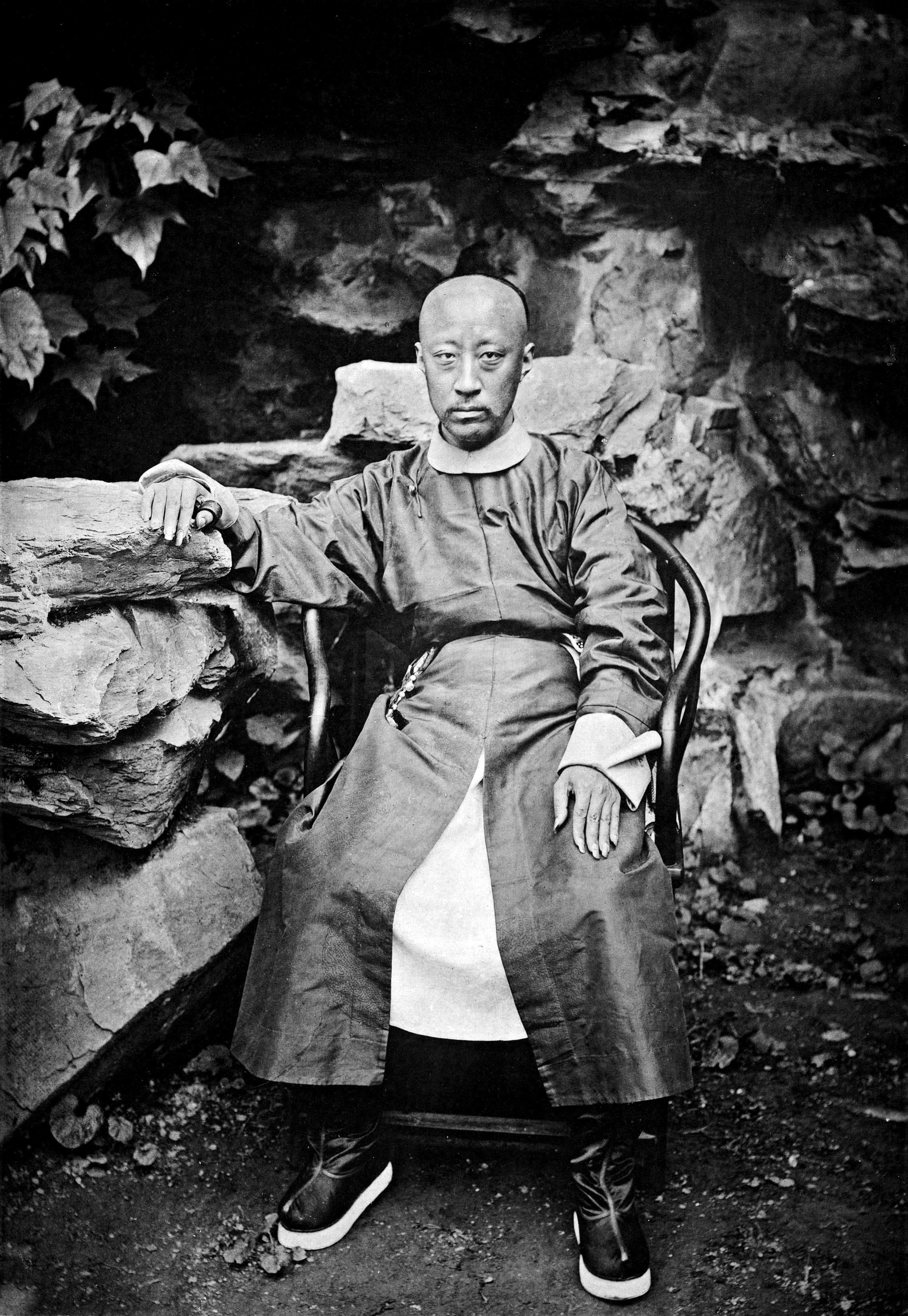
El Príncep Gong el 1872.

El moviment d'auto-enfortiment (moviment Ziqiang, xinès tradicional: 自強運動, xinès simplificat: 自强运动, pinyin: zìqiáng yùndòngo) també anomenat d'Occidentalització (moviment d'afers occidentals, xinès tradicional: 洋務運動, xinès simplificat: 洋务运动, pinyin: yángwù yùndòng) va ser un període de reformes institucionals (1861-1895) que es va produir al final de la dinastia Qing després d'una sèrie de derrotes militars de la Xina i concessions a potències estrangeres.
Per a pacificar les seues relacions amb les forces occidentals a la Xina es va nomenar al príncep Gong regent, Conseller major i el cap del recentment format Zongli Yamen (Ministeri d'afers exteriors). En aquesta tasca va ser ajudat per una nova generació de líders reformadors. En canvi, va tenir en contra a l'anterior regent, l'emperadriu Cixi, tradicionalista i virulentament xenòfoba, que inicialment va haver d'admetre les polítiques del príncep Gong que estava fortament recolzat en la cort de l'emperador Guangxu. Va ser el cap de l'oposició a les reformes i la seua força política va ser creixent mentre s'incrementaven les diferències entre reformadors i conservadors.
Encara que la majoria de les elits havien estat partidàries de formes més tradicionals i conservadores, a causa de la necessitat d'enfortir a la Xina enfront dels països occidentals, van admetre que havien d'aprendre d'Europa les seues tècnica de fabricació de vaixells i armes, i dominar els coneixements científics que estaven darrere d'aquestes tecnologies militars. Es van establir drassanes navals i tallers on es va contractar a experts estrangers per a ensenyar als artesans xinesos. Per a realitzar açò es va haver de trencar la creença dominant anteriorment en la Xina que la saviesa i la ciència xineses eren superiors a les de tots els bàrbars estrangers i admetre que els havien igualat i superat en múltiples aspectes científics.

## Primera fase (1861-1872)

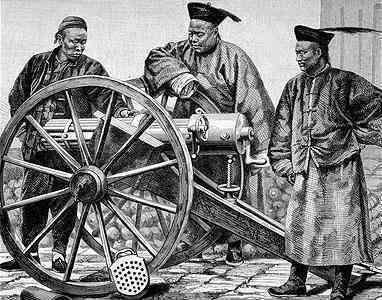
Oficials de la dinastia Qing amb una metralladora Montigny.

La primera fase del moviment es va caracteritzar per l'adopció de les tecnologies i els coneixements científics occidentals. Com les armes de foc i la maquinària, capacitant en el seu maneig a personal tècnic i diplomàtics per mitjà de l'organització d'una universitat amb experts estrangers, escoles d'idiomes i una oficina diplomàtica, a més de l'enviament d'estudiants a l'exterior.

### Control de comerç exterior
A causa dels tractats amb les potències occidentals es van obrir dues al comerç exterior, Tianjin i Shanghai. Es van crear dos llocs de funcionaris, els comissionats de comerç del nord i del sud, per a tractar els assumptes del comerç exterior en ambdós ports. Encara que la raó aparent per a crear aquestes dues oficines del govern era administrar els nous ports, les raons ocultes eren més complicades: aquests superintendents limitaven als ports tots els assumptes diplomàtics amb els estrangers per a evitar involucrar al palau imperial de Pequín. A més la tasca dels comissionats incloïa supervisar totes les empreses que usaren tecnologies occidentals i personal estranger; així es van convertir en els coordinadors de la majoria dels programes d'auto-enfortiment.
Li Hongzhang va ser el superintendent de Tianjin des de 1870 i va tenir tant èxit ocupant les funcions del Zongli Yamen que les comunicacions entre la cort imperial i els diplomàtics estrangers a la Xina es van mantenir sota un total control dels reformadors del moviment d'auto-enfortiment.

#### Servei de duanes marítimes (1861)
Es va col·locar en el lloc d'inspector general del Servei imperial de duanes a un britànic, Horatio Nelson Lay, que es va organitzar a l'abril de 1861. Aquesta oficina es va desenvolupar des de la inspecció de duanes, que s'havia creat en el 1854 com a resposta a l'amenaça d'atac sobre Shanghai per part dels rebels Taiping. L'oficina es va dissenyar per a establir els aranzels de forma igualitària i generar nous ingressos per a la cort manxú de la importació de productes estrangers. La principal tasca de Lay era la de vigilar tots els aspectes dels ingressos procedents de la importació marítima i supervisar als inspectors xinesos que recaptaven els aranzels en els ports del tractat. Més que una innovació aquesta mesura va ser la institucionalització d'una pràctica que es venia realitzant des de 1854.
El servei de duanes marítim va assegurar per al govern una font d'ingressos. Els ingressos per aranzels es van incrementar de 8,5 milions de taels en 1865 a 14,5 milions de taels en 1885. Els ingressos per aranzels van acabar de pagar en 1860 les indemnitzacions de les guerres. També van pagar en tot o gran part altres empreses com la tongwen guan de Pequín, escola d'idiomes estrangers, els arsenals de Jiangnan i Tianjin, les drassanes de Fuzhou, i els enviaments organitzats d'estudiants als Estats Units. El servei de duanes també va ocupar un paper important en el control del contraban. També va renovar la cartografia de les costes xineses i va instal·lar fars i altres ajudes per a la navegació. Així va esdevenir el millor exemple de l'administració conjunta xinesa-occidental per a resoldre els problemes de la Xina amb l'exterior i abordar la seua modernització.
A conseqüència d'un conflicte sorgit entre el govern xinès amb l'armada britàniques respecte a la repressió de la rebel·lió Taiping, Horatio N. Lay va ser reemplaçat per Robert Hart en 1863. Hart va intentar fer més que assegurar que els ingressos per aranzels seguiren fluint cap a la cort manxú, va tractar de fer algunes reformes que contribuïren a l'auto-enfortiment tals com persuadir al govern Manxú de la necessitat d'establir una casa d'encunyació de moneda moderna i crear una organització de correu nacional. Fins i tot va tractar d'ajudar a la creació d'una flota naval moderna, encara que no va poder guanyar la suficient confiança per a les seues idees, ja que la cort imperial no volia permetre que els estrangers ocuparen un paper massa important en el moviment de reformes.

### Modernització militar

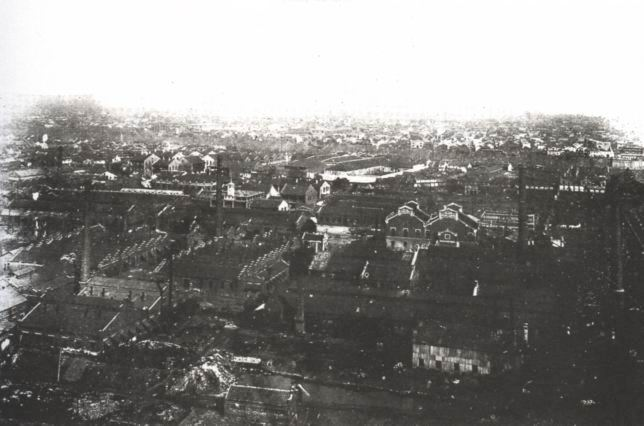
Arsenal de Hanyang.

L'objectiu principal del moviment d'auto-enfortiment era desenvolupar la indústria militar, renovant els arsenals militars i construint drassanes de vaixells per a enfortir l'armada xinesa. Es van construir en les províncies infraestructures per a modernitzar els exèrcits sota el control de líders regionals, com Zeng Guo Fan que va crear l'arsenal de Shanghai, Li Hongzhang que va construir els arsenals de Nanjing i Tientsin, i Zuo Zong Tang que va construir la drassana de Fuzhou. Zeng i Li van col·laborar en la construcció de l'arsenal de Kiangnan. A més es van establir escoles de mecànica i navegació sota l'adreça de consellers estrangers en aquests arsenals i drassanes. Però el programa emmalaltia a causa d'importants problemes. Hi havia molt poca coordinació entre el govern i els líders provincials que encapçalaven les reformes puix podien actuar independentment sense retre comptes al govern central. Aquestes indústries militars es van mostrar ineficients a causa de l'excessiva burocràcia i el nepotisme. La majoria del personal administratiu xinès era innecessari i havia accedit al càrrec per mitjà d'influències. El que ho va fer la producció cara i lenta.
Per exemple Li Hongzhang va voler que l'arsenal de Kiangnan produïra rifles de retrocàrrega del tipus Remington. La producció va començar en 1871 i havien fabricat solament 4.200 rifles en 1873, sent aquests rifles no solament més cars que els importats sinó a més a més de pitjor qualitat. La construcció de vaixells es va mostrar igualment ineficient resultant el cost de cada vaixell el doble dels fabricats a Anglaterra. La manca de materials i d'obrers qualificats va resultar un important problema, fent-se el programa molt dependent dels materials i la mà d'obra estrangera, que incrementava molt els preus. A més els oficials no s'assabentaven de quan els estrangers no eren prou competents per a les tasques que havien estat contractats. I la corrupció en l'adjudicació de contractes i en la distribució de la paga dels obrers també incrementava els costos.
Altre objectiu de la reforma per a modernitzar l'organització i l'estructura de l'exèrcit. La reforma més urgent era la de reduir el nombre d'efectius de l'exèrcit verd i modernitzar els restants. Açò es va fer en les dues províncies sota el control de Li Hong Zhang, però va fallar l'intent d'estendre la mesura.

## Segona fase (1872-1885)
En 1870 van morir un gran nombre d'estrangers en la massacre de Tianjin durant la Rebel·lió Boxer. Aquest incident va enterbolir les relativament estables relacions entre la Xina i les nacions occidentals el que va marcar la fi del primer període del moviment d'auto-enfortiment. Durant el segon període va sorgir la figura de Li Hongzhang com el principal capdavanter del moviment, que va ocupar un paper primordial iniciant i donant suport moltes de les iniciatives d'aquesta fase. Prop del noranta per cert dels projectes de modernització es van desenvolupar sota el seu patrocini.
Durant aquesta fase van rebre atenció de les reformes el comerç, la indústria i l'agricultura, amb l'objectiu de crear riquesa que enfortira el país. Açò va ser una innovació per als xinesos que fins llavors havien descurat les activitats alienes a les activitats agropecuàries i l'artesania. El desenvolupament d'infraestructures orientades a enfortir la indústria tals com la marina mercant, els ferrocarrils i el telègraf va ser un nou repte del govern xinès.
El govern va aprovar el que es va conèixer com a empreses mercantils supervisades pel govern. Aquestes eren empreses de sectors bàsics que eren manejades per comerciants però controlades i supervisades per funcionaris governamentals. El capital per a la seua creació provenia del sector privat però el govern ho manejava i també en alguns casos les subvencionava. Exemples d'aquest tipus d'empreses eren, la companyia xinesa de navegació a vapor, les mines de carbó de Kaiping, les indústries cotoneres de Xangai i l'administració imperial de telègrafs.
Per estar supervisades pel govern no van poder escapar del costat fosc de l'administració: el nepotisme, la corrupció i la falta d'iniciativa. Els directors trobaven maneres per a desviar fons dels beneficis per a evitar el pagament dels impostos. Van monopolitzar els negocis de les seues respectives àrees i d'aquesta forma van descoratjar l'altra iniciativa privada dificultant el desenvolupament econòmic. Però a pesar de les deficiències i ineficàcies econòmiques aquesta combinació d'empresaris i buròcrates va ser el principal mecanisme per al desenvolupament de nous sectors empresarials.

## Tercera fase (1885-1895)
En aquest període l'entusiasme per les reformes s'havia reduït al mínim. La facció conservadora de la cort les hi havia arreglat per a apartar al príncep Gong i els seus seguidors.
Mentre que el suport a les indústries militars va continuar la idea d'enriquir el país per mitjà de la indústria lleugera va guanyar terreny en la cort, així indústries com les tèxtils i fabricació de teixits de cotó es van desenvolupar ràpidament.
Van començar a sorgir empreses privades, a més de les conjuntes govern-empresaris. Encara que el govern xinès tradicionalment sempre havia discriminat en contra de les privades l'embranzida inicial de la iniciativa privada va semblar que marcava un canvi en l'actitud governamental. Però el govern solament es va interessar a obtenir capital d'aquestes empreses privades, no estava encara preparat per a entendre la seua importància i deixar-les prendre un paper actiu en el desenvolupament econòmic. Pel que el desenvolupament d'aquesta iniciativa privada va fracassar i van acabar caient en les mans del govern.
Exemples d'aquestes empreses són les acereries Kweichow, fundades el 1891, i la companyia tèxtil Hupeh, fundada el 1894. Encara que com totes les sorgides recentment eren bastant febles i van representar solament una menuda fracció de la inversió industrial.